# Paragagrella
Paragagrella is een geslacht van hooiwagens uit de familie Sclerosomatidae.
De wetenschappelijke naam Paragagrella is voor het eerst geldig gepubliceerd door Roewer in 1912. 

## Soorten
Paragagrella omvat de volgende 5 soorten:
- Paragagrella basalis
- Paragagrella brevispina
- Paragagrella mysorea
- Paragagrella roeweri
- Paragagrella typus